# Элементарно (саундтрек)
Элемента́рно (Original Motion Picture Soundtrack) — альбом саундтреков к мультфильму «Элементарно» (2023) от Disney / Pixar. Оригинальная музыка написана и сдирижирована Томасом Ньюманом в его четвёртом фильме Pixar после мультфильмов «В поисках Немо» (2003), «ВАЛЛ-И» (2008) и «В поисках Дори» (2016). «Элементарно» — первый фильм Ньюмана, снятый не Эндрю Стэнтоном. В саундтрек вошла оригинальная песня «Steal the Show» в исполнении певца Ари Леффом, написанная им же и Ньюманом на слова Леффа и Майкла Матошича, которая была выпущена как сингл 2 июня 2023 года. Режиссёр Питер Сон в сотрудничестве с Ньюманом рассказал эмоциональную историю персонажа, оказавшегося между двумя мирами, чтобы музыкально воплотить «Элементарно» в жизнь. Съёмки проходили на Newman Scoring Stage и Fox Studio Lot в Лос-Анджелесе.
Саундтрек был выпущен Walt Disney Records 16 июня 2023 года, в тот же день, когда фильм вышел в кинотеатры.

## История написания
7 февраля 2023 года было подтверждено, что Томас Ньюман напишет музыку для мультфильма. Это четвёртое сотрудничество Ньюмана со студией после мультфильмов «В поисках Немо» (2003), «ВАЛЛ-И» (2008) и «В поисках Дори» (2016), а также его первый фильм Pixar, снятый не Эндрю Стэнтоном. Режиссёр Питер Сон отметил, что Pixar вернул Ньюмана, чтобы в сотрудничестве с Соном рассказать эмоциональную историю персонажа, оказавшегося между двумя мирами, для музыкального воплощения мультфильма. Сон заявил: Это была мечта — поработать с Томасом Ньюманом; он был тем, кем я всегда восхищался. Я говорю так, потому что я использовал много его музыки в качестве темпа и при создании роликов. .
2 июня 2023 года было объявлено, что певец Ари Лефф / Lauv исполнил оригинальную песню под названием «Steal the Show», которая звучала во время первого свидания Эмбер и Уэйда, а также финальные титры, которые были выпущены в тот же день. При написании песни Ари сел с Ньюманом, который дал ему несколько мелодий, с которыми он работал.

## Трек-лист
Вся музыка написана Томасом Ньюманом, если не указано иное.
| №   | Название                        | Автор(ы)                                                          | Исполнитель | Длительность |
| --- | ------------------------------- | ----------------------------------------------------------------- | ----------- | ------------ |
| 1.  | «Across the Ocean»              |                                                                   |             | 3:35         |
| 2.  | «Elemental»                     |                                                                   |             | 3:42         |
| 3.  | «Sháshà r íshà»                 |                                                                   |             | 2:29         |
| 4.  | «Stop Wade!»                    |                                                                   |             | 2:43         |
| 5.  | «Hot Air Balloon»               |                                                                   |             | 2:58         |
| 6.  | «Bubble Date»                   |                                                                   |             | 2:51         |
| 7.  | «Headphones»                    |                                                                   |             | 0:45         |
| 8.  | «Fern Grouchwood»               |                                                                   |             | 1:40         |
| 9.  | «Beach Glass»                   |                                                                   |             | 3:23         |
| 10. | «Cloud Puff Fireball»           |                                                                   |             | 0:48         |
| 11. | «Clod»                          |                                                                   |             | 0:46         |
| 12. | «Blue Flame»                    |                                                                   |             | 2:17         |
| 13. | «Meet the Ripples»              |                                                                   |             | 1:56         |
| 14. | «Love Scooter»                  |                                                                   |             | 1:21         |
| 15. | «Crying Games»                  |                                                                   |             | 1:22         |
| 16. | «Grand Re-Opening»              |                                                                   |             | 0:38         |
| 17. | «Tìshôk’ (Embrace The Light)»   |                                                                   |             | 1:37         |
| 18. | «Pipe Blows»                    |                                                                   |             | 2:36         |
| 19. | «Run for Your Life»             |                                                                   |             | 2:42         |
| 20. | «Kol-Nuts»                      |                                                                   |             | 2:13         |
| 21. | «Red Dot Sale»                  |                                                                   |             | 0:46         |
| 22. | «1000mph»                       |                                                                   |             | 2:28         |
| 23. | «Smoke Reading»                 |                                                                   |             | 0:44         |
| 24. | «Rusty Hint of Motor Oil»       |                                                                   |             | 0:57         |
| 25. | «Mineral Lake»                  |                                                                   |             | 1:17         |
| 26. | «Lucky»                         |                                                                   |             | 1:08         |
| 27. | «Garden Central Station»        |                                                                   |             | 1:03         |
| 28. | «Full Purple»                   |                                                                   |             | 2:03         |
| 29. | «Vivisteria»                    |                                                                   |             | 2:34         |
| 30. | «Firish»                        |                                                                   |             | 1:27         |
| 31. | «A Lonely Man Awash in Sadness» |                                                                   |             | 0:53         |
| 32. | «Firetown Flood»                |                                                                   |             | 2:35         |
| 33. | «You Were the Dream»            |                                                                   |             | 3:52         |
| 34. | «Make Connection»               |                                                                   |             | 2:19         |
| 35. | «Bà Ksô (The Big Bow)»          |                                                                   |             | 1:08         |
| 36. | «Steal the Show»                | Ари Лефф и Томас Ньюман (музыка) Ари Лефф и Майкл Матосик (слова) | Lauv        | 3:11         |
| 37. | «Grand Redux»                   |                                                                   |             | 2:14         |

## Дополнительная музыка
Трек «Hell N Back» Бакара был показан в первом трейлере мультфильма, а «High Five» группы Astral звучал во втором трейлере. Треки использовались в рекламных целях, но не вошли ни в саундтрек, ни в фильм. Кроме того, песня «Kernkraft 400» (известная как «Kernkraft 400 — Sport Chant Stadium Remix») от Zombie Nation играет во время игры в эйрбол на стадионе «Cyclone», но не была включена в саундтрек.

## Реакция
Мэтт Неглиа из Next Best Picture заявил: «Успокаивающая партитура Томаса Ньюмана великолепна и является лучшей из всех, написанных им для фильмов Pixar, поскольку она включает в себя множество культурных влияний восточных стран (но никогда ничего слишком конкретного, чтобы не стереотипизировать семью Люмен), создавая звуковой ландшафт, который игриво сердечен и привлекателен». Он также похвалил оригинальную песню, заявив: «Песня Ари Леффа „Steal the Show“, исполняемая во время первого свидания Уэйда и Эмбер, является выигрышным треком, который должен получить достойную популярность на радио, а также помогает придать фильму хорошее настроение».